# محمد جهرمي
محمد جهرمي ،(من مواليد 1958) محافظ إيراني سابق، وسياسي تولي منصب وزير العمل والشؤون الاجتماعية من 2005 إلى 2009.

## نشأته وتعليمه
ولد جهرمي في طهران عام 1958. وحاصل على درجة البكالوريوس في الرياضيات. كما حصل على درجة الدكتوراه في الإدارة الإستراتيجية.

## حياته المهنية
جهرمي هو نائب رئيس مجلس صيانة الدستور للشؤون التنفيذية لمجلس صيانة الدستور كما كان أحد الأعضاء المؤسسين للحرس الثوري الإيراني في مقاطعتي جيلان ومازاندران عام 1979. و عمل كقائد للحرس الثوري الإيراني في نور. بالإضافة إلى ذلك، عمل منصب حاكم مقاطعات مختلفة، بما في ذلك زنجان (1982-1984) ولورستان (1984-1989) وسمنان (1984-1999). وكان من بين أعضاء أمانة مجلس تشخيص مصلحة الدولة.
في 24 أغسطس 2005، أصبح وزير العمل والشؤون الاجتماعية في الحكومة الأولى محمود أحمدي نجاد. وافق عليه المجلس بأغلبية 197 صوتًا. خلال فترة ولايته، كان يعتبر المتحدث الاقتصادي بأسم الحكومة. في أواخر عام 2008 ، أعلن ترشحه لـ الانتخابات الرئاسية لعام 2009.[بحاجة لمصدر] وخلفه عبد الرضا شيخ الإسلامي في أغسطس 2009 وزيرًا للعمل والشؤون الاجتماعية.
فور إقالته من منصبه، عُيِّن جهرمي نائبًا لرئيس السلطة القضائية صادق لاريجاني في أغسطس 2009. بعد ذلك أصبح جهرمي رئيسًا لبنك صادرات الحكومي.

### العقوبات
أُدرِج جهرمي على قائمة العقوبات من قبل الاتحاد الأوروبي في 1 ديسمبر 2011 بسبب رئاسته في بنك الصادرات من قبل الاتحاد. ثم حُذِف من قائمة العقوبات في أكتوبر 2012.

## حياته الشخصية
جهرمي هو صهر علي أكبر ناطق نوري.